# Pièces de clavecin (Rameau)

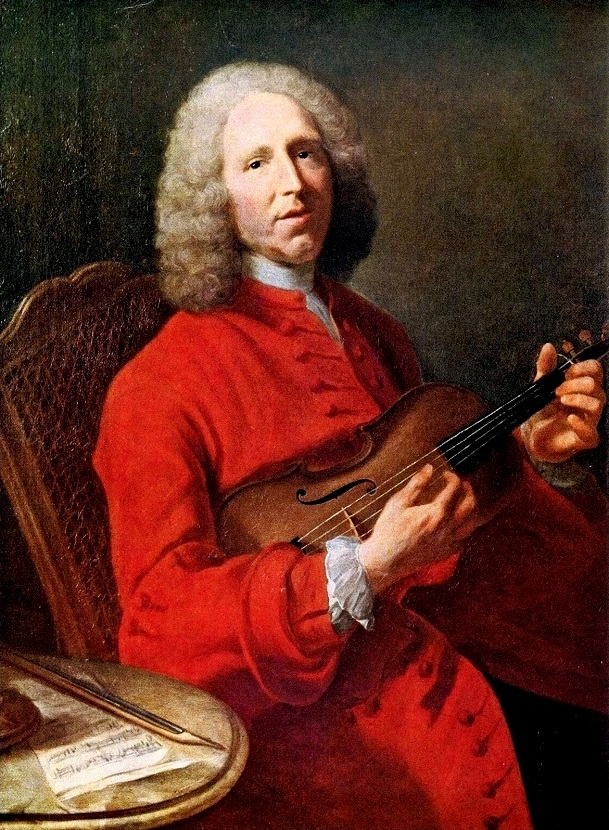
Jean-Philippe Rameau, Gemälde von Jacques-André-Joseph Camelot Aved, 1728

Der französische Barock-Komponist Jean-Philippe Rameau schrieb drei Bücher Pièces de Clavecin für Cembalo. Das erste, Premier Livre de Pièces de Clavecin, wurde 1706 veröffentlicht, das zweite, Pièces de Clavessin, 1724, und das dritte, Nouvelles Suites de Pièces de Clavecin, 1726 oder 1727. Darauf folgten 1741 die Pièces de Clavecin en Concerts, in denen das Cembalo entweder allein spielt oder von Violine und Viola da gamba begleitet wird. Ein einzelnes Stück, La Dauphine, folgte 1747.

## Premier Livre de Pièces de Clavecin (1706)

### Suite in a-Moll
1. Prélude
2. Allemande I
3. Allemande II
4. Courante
5. Gigue
6. Sarabande I – Sarabande II
7. Vénitienne
8. Gavotte
9. Menuet

ca. 22 Min.
Als Besonderheit sei das zweiteilige Prélude zu Beginn der Suite vermerkt, dessen erster Teil als Prélude non mesuré in freiem Rhythmus ohne Taktstriche notiert ist.

## Pièces de Clavessin (1724)

### Suite in e-Moll
1. Allemande
2. Courante
3. Gigue en Rondeau I
4. Gigue en Rondeau II
5. Le Rappel des Oiseaux
6. Rigaudon I – Rigaudon II et Double
7. Musette en Rondeau (Tendrement)
8. Tambourin
9. La Villageoise. Rondeau

ca. 22 Min.

### Suite in D-Dur
1. Les Tendres Plaintes. Rondeau
2. Les Niais de Sologne – Premier Double des Niais – Deuxième Double des Niais
3. Les Soupirs. Tendrement
4. La Joyeuse. Rondeau
5. La Follette. Rondeau
6. L’Entretien des Muses
7. Les Tourbillons. Rondeau
8. Les Cyclopes. Rondeau
9. Le Lardon. Menuet
10. La Boiteuse

ca. 30 Min.

### Verwendung der Stücke in Bühnenmusiken
Der Rameau-Biograph Cuthbert Girdlestone vermutet, dass Musette, Tambourin und die Rigaudons der Suite in e-moll bereits für die (nicht erhaltene) Bühnenmusik zu L’Endriague (1723) verwendet wurden. Musette und Tambourin hat Rameau später noch für Les Fêtes d’Hébé (1739) verwendet. Auch Stücke aus der D-dur-Suite übernahm Rameau in spätere Bühnenmusiken: Der erste Teil von L’Entretien des Muses findet sich ebenfalls in Les Fêtes d’Hébé, Les Tendres Plaintes in Zoroastre (1749) und Les Niais de Sologne in Dardanus (1739).

## Nouvelles Suites de Pièces de Clavecin (1726–1727)

### Publikationsgeschichte
Das genaue Publikationsdatum der Nouvelles Suites de Pièces de Clavecin, die Rameau auf eigene Kosten selbst herausgab, ist umstritten. In seiner 1958 erfolgten Edition gibt der Herausgeber Erwin Jacobi 1728 als Jahr der Veröffentlichung an. Ihm folgte Kenneth Gilbert in seiner Edition von 1979. Andere Autoren argumentierten später, dass die Werke nicht vor 1729 oder 1730 erschienen seien. Dagegen ergab eine kürzlich unternommene Untersuchung, die auf der im Frontispiz angegebenen Adresse Rameaus (Rue des deux boules aux Trois Rois) basiert, dass das Werk früher erschienen sein muss, da Rameau 1728 eine andere Wohnung bezog. Daraus ergibt sich, dass die Erstausgabe zwischen Februar 1726 und Sommer 1727 erschien. Dieses Datum wird auch durch Friedrich Wilhelm Marpurg gestützt, der 1726 als Erscheinungsdatum angibt.
Von der Originalausgabe von 1726/27 sind noch fast 40 Exemplare erhalten. Zwei weitere Ausgaben folgten um 1760. Die erste – vielleicht kurz vor 1760 gedruckt – war überwiegend ein Nachdruck mit den originalen Kupferplatten, zu dem jedoch einige Platten neu angefertigt wurden, da sie anscheinend nicht mehr lesbar waren oder verloren gingen. Die zweite Ausgabe erschien in London unter dem Titel A Collection of Lessons for the harpsichord bei dem Verleger John Walsh, die auf der früheren Pariser Edition basiert.

### Suite in a-Moll
1. Allemande
2. Courante
3. Sarabande
4. Les Trois Mains
5. Fanfarinette
6. La Triomphante
7. Gavotte avec les Doubles de la Gavotte

ca. 33 Min.

### Suite in G-Dur/g-Moll
1. Les Tricotets. Rondeau.
2. L’indifférente
3. Menuet I – Menuet II
4. La Poule
5. Les Triolets
6. Les Sauvages
7. L’Enharmonique. Gracieusement.
8. L’Égyptienne

ca. 23 Min.
„Les Sauvages“ wurde später für die Bühnenmusik Les Indes galantes (1736) verwendet.

## Theoretische Anmerkungen
Sowohl dem zweiten als auch dem dritten Band seiner Cembalostücke hat Rameau theoretische Anmerkungen vorangestellt. Die Ausführungen zum zweiten Band tragen den Titel "Über die Fingertechnik beim Cembalospiel". In den Anmerkungen zum dritten Band erläutert der Komponist zunächst einige Verzierungen und beschreibt die richtige Tempowahl. Anschließend folgen längere Ausführungen zur Enharmonik, die in den Stücken L’Enharmonique und La Triomphante zur Anwendung gelangt. In L’Enharmonique gibt es mehrere Passagen, die auf den Noten B-A-C-H aufgebaut sind, die dabei in der Oberstimme erklingen und durch die Spielanweisung gracieusement besonders hervorgehoben werden. Es ist jedoch unwahrscheinlich, dass Rameau dabei an seinen Kollegen Johann Sebastian Bach dachte, der zu dieser Zeit in Frankreich ein Unbekannter war; vor allem aber lauten die französischen Bezeichnungen dieser Noten nach dem Solmisationssystem ganz anders: si bémol - la - ut (oder do) - si.